# Паркер, Джон Сент-Обин, 6-й граф Морли
Джон Сент-Обин Паркер, 6-й граф Морли (англ. John Parker, 6th Earl of Morley; 29 мая 1923 — 20 сентября 2015) — британский пэр и военный. Морли был убежденным монархистом и королевским слугой.

## Происхождение
Джон Паркер родился в Салтрам-Хаусе 29 мая 1923 года. Сын Джона Холфорда Паркера (1886—1955) от его жены Марджори Кэтрин Элизабет Сент-Обин (род. 1893), дочери 2-го барона Сент-Левана. Его дедом был Альберт Паркер, 3-й граф Морли (1843—1905), которому, в свою очередь, наследовали его сыновья Эдмунд, 4-й граф Морли (1877—1951) и Монтегю, 5-й граф (1878—1962), которые оба умерли бездетными.

## Военный
Джон Паркер получил образование в школе Саннингдейл в Беркшире, прежде чем поступить в Итонский колледж. В 1941 году он записался в Королевский стрелковый корпус, первоначально рядовым. Вскоре его признали и произвели в чин лейтенанта пехоты. Его аристократическое происхождение привлекло его к королевской службе. В 1944 году его призвали в королевский отряд охраны Букингемского дворца. Затем, в апреле 1944 года, его пригласили в Сандрингем-хаус на празднование 18-летия принцессы Елизаветы. Его коллеги-офицеры пригласили предполагаемую наследницу в офицерскую столовую, расположенную в обширных парках Норфолка.
Лейтенанта Паркера отправили в Германию с противотанковым взводом. После войны он путешествовал по Франции и стал свидетелем затопления французского флота в Тулоне. Поскольку упадок империи все ещё был далек от его мыслей, он находился в Газе в составе сил Британского мандата, оккупировавших Палестину во время еврейского мятежа в Подмандатной Палестине. В школе подготовки пехотного оружия Паркер работал инструктором, который проводил свободное время, стреляя по уткам на берегу озера Хула недалеко от Беэр-Шевы. В 1948 году, когда Индия отсутствовала, он был переведен вместе со стрелками в зону Суэцкого канала, где волнения угрожали безопасности жизненно важных торговых портов. Уже будучи капитаном, он был отправлен в Германию в составе Королевских стрелков, а оттуда на полковое депо в лондонском Тауэре.
После того, как в Корее разразилась война, в 1952 году его отправили в австралийский батальон. За четыре дня до заключения перемирия Паркер снова отправился в Суэц, чтобы командовать ротой в Гебельте на холмах за Красным морем во внутренних районах, оккупированных арабами. Он проехал на верблюде в 450 милях от штаб-квартиры, назвав его Ревенем, и декламировал знаменитую популярную песенку: «Ллойд Джордж знал моего отца, мой отец знал Ллойд Джорджа». После восстановления порядка он вернулся в Англию в 1954 году.
28 апреля 1962 года после смерти своего дяди Монтегю Паркера, 5-го графа Морли, Джон Паркер унаследовал графский титул. Его отправили в мальтийский гарнизон в тот период, когда остров оставался британской колонией и протекторатом, прежде чем он обрел полную независимость в качестве члена Содружества. Ему было присвоено звание подполковника, и в 1965—1967 годах он принял командование 1-м батальоном Королевских стрелков. Пройдя обучение в колледже персонала в Кемберли, в 1967 году он был назначен на три года руководителем округа 1 Восточного Мидлендса. Он ушёл из армии в 1970 году в звании подполковника Королевского стрелкового полка.

## Сельское хозяйство
Уйдя с военной службы, лорд Морли стал активно заниматься фермерством. Его уже давно беспокоило национальное наследие, с тех пор как семейные владения были отчуждены. С 1969 года граф Морли входил в региональный комитет Национального фонда. Имея обширные сельскохозяйственные угодья на юго-западе, он возглавлял компанию Farm Industries Ltd, Труро, во главе которой он оставался в течение пятнадцати лет.

## Бизнес
Год спустя, когда он уже был в совете директоров, банкиры Эксетера назначили его председателем юго-западного банка Ллойдс. Бизнес в Девоне был оживленным для интересов Морли, и граф был членом Торговой палаты с 1970 года до своей смерти. Когда президент Плимута включил Палату, он стал центральной личностью в общественной жизни города. В следующем году его пригласили стать президентом Совета по туризму Западной страны на восемнадцать лет. И Корнуолл сделал Морли такой же комплимент, попросив его стать президентом Федерации их палат в 1970-е годы.
Закон также вызывал беспокойство: в тот же период Морли был назначен в состав присяжных в качестве судьи от Плимута до реорганизации. В 1974—1975 годах он основал Plymouth Sound Ltd и был назначен в совет управляющих Плимутского политехнического института (ныне Плимутский университет). Сыграв такую роль в развитии высшего сектора двух городов, политехнический институт учредил для него Почетную стипендию, а он получил степень доктора права Эксетерского университета.

## Королевские обязанности
Неудивительно, что основными церемониальными королевскими обязанностями Морли было заместительство. Он был назначен заместителем лейтенанта графства Девон в 1973 году в знак признания его заслуг перед землей, хотя в 1957 году он уже потерял родовое место в пользу Национального фонда.
В 1982 году он был назначен лордом-лейтенантом Девона . Эта должность обычно предназначалась для офицеров и была подарком монарха. В качестве представителя королевы в Девоне он присутствовал на многих официальных мероприятиях, визитах и мероприятиях, поддерживая связь с дворцом и принимая, среди прочего, президента Франции Миттерана. Президент и его жена прибыли в Королевский военно-морской колледж в Дартмуте, чтобы осмотреть базу, где он находился в 1939—1945 годах. Королева и герцог Эдинбургский знали и любили Морли, который обеспечивал всестороннюю безопасность, когда королевские визиты происходили вблизи важных военно-морских объектов. Он также быстро и эффективно реагировал на звонки прессы. Однажды Диана, принцесса Уэльская, как известно, опоздала, ехала слишком быстро, сломалась, и по приказу Морли её сопровождала полиция. Он часто принимал у себя членов королевской семьи, гостеприимно и развлекая. В 1995 году принц Филипп привез всю свою свиту в Паунд-Хаус в Дартмуре. Морли был заядлым спортсменом и в зимний сезон регулярно стрелял из 12-го калибра. Его семья жила в Паунд-Хаусе, Йелвертон, на окраине Дартмура, в самом сердце старых шахтёрских заводов на оленьих болотах.
В 1987 году ему было присвоено звание почетного полковника 4-го батальона Девонширского и Дорсетского полков, которые недавно объединились, и эту честь он сохранял на всю жизнь. 9 мая 1987 года он был назначен почетным полковником 4-го батальона Девонширского и Дорсетского полка, 1-й стрелкового добровольческого полка. Лорд Морли вышел а в отставку в 1992 году в почётном звании полковника.

## Личная жизнь
15 октября 1955 года лорд Морли женился на Джоанне Кэтрин Молсворт Сент-Обин (22 января 1929 — 14 июня 2021), дочери сэра Джона Молсворта Сент-Обина, 14-го баронета из Фэрфилд-Хауса, Сомерсет. У них было двое детей:
- Марк Лайонел Паркер, 7-й граф Морли (род. 22 августа 1956)
- Леди Венеция Паркер (род. 5 февраля 1960), в 1997 году вышла замуж за Фрэнсиса Джонатана Лонгстрета Томпсона, сына профессора Фрэнсиса Майкла Лонгстрета Томпсона из Уитхемпстеда, Херст[4].

Его сын, Марк Лайонел Паркер, сменил его на посту 7-го графа Морли. Он получил образование в Итоне и присоединился к команде Royal Green Jackets. В 1999 году он был капитаном. 12 ноября 1983 года он женился на Кэролайн Джилл, дочери Дональда Маквикара из Меолса, Уиррала. У них было трое детей.
Граф Морли скончался 20 сентября 2015 года в возрасте 92 лет. После его похорон 28 октября 2015 года в Бакленд-Монакоруме, Девон, состоялась благодарственная служба.